# 1920–1921-es angol labdarúgókupa
Az 1920–1921-es angol labdarúgókupa a Football Association Challenge Cup, vagyis az FA-kupa, a világ legrégebbi labdarúgókupájának 46. szezonja volt. A Tottenham Hotspur nyerte a kiírást, akik a Wolverhampton Wandererst győzték le 1–0-ra a döntőben a Stamford Bridge-en, Londonban.
A mérkőzéseket az elsőnek nevezett csapat stadionjában tartották a körökben kijelölt időpontokban, ami mindig szombatra esett. Ha az állás 90 perc után döntetlen volt, visszavágót játszottak a másik csapat stadionjában pár nappal később. Ha a visszavágó is döntetlenre végződött, újrajátszották a mérkőzést egy semleges pályán addig, amíg valamelyik fél nem nyert. Ha az állás a visszavágókon 90 perc után döntetlen volt, 30 perces hosszabbítást kellett játszani.

## Eseménynaptár
Az FA-kupa ebben a szezonban két előselejtező kört, hat selejtezőkört, négy egyenes kieséses kört, egy elődöntőt és egy döntőt tartalmazott.
| Kör                    | Dátum                |
| ---------------------- | -------------------- |
| Extra előselejtező kör | 1920. szeptember 11. |
| Előselejtező kör       | 1920. szeptember 25. |
| Első selejtezőkör      | 1920. október 9.     |
| Második selejtezőkör   | 1920. október 24.    |
| Harmadik selejtezőkör  | 1920. november 6.    |
| Negyedik selejtezőkör  | 1920. november 20.   |
| Ötödik selejtezőkör    | 1920. december 4.    |
| Hatodik selejtezőkör   | 1920. december 18.   |
| Első kör               | 1921. január 8.      |
| Második kör            | 1921. január 29.     |
| Harmadik kör           | 1921. február 19.    |
| Negyedik kör           | 1921. március 5.     |
| Elődöntő               | 1921. március 19.    |
| Döntő                  | 1921. április 23.    |

## Első kör
Az első, a második és a harmadik osztályok 66 csapatából 52 csapat csatlakozott ahhoz a 12-höz, akik a selejtezőkörökből jutottak el az első körig.
Azok közül, akik nem kaptak meghívást az első körbe, a másodosztályú Leeds United FC az első selejtezőkörben indult, azonban a mérkőzést nem játszották le, így a Harrogate mérkőzés nélkül jutott tovább. Három csapat a harmadosztályból (Merthyr Town, Newport County és Gillingham) a negyedik selejtezőkörben indultak. Öt harmad- és négy másodosztályú csapat indult a hatodik selejtezőkörben, akik a következők:
Másodosztály
- Clapton Orient
- Port Vale
- Rotherham County
- Coventry City

Harmadosztály
- Swansea Town
- Luton Town
- Bristol Rovers
- Grimsby Town
- Southend United

Közülük minden harmadosztályú csapat és a Clapton Orient bejutott az első körbe, továbbá hat ligán kívüli csapat is. 32 mérkőzést tartottak ebben a körben 1921. január 8-án, szombaton. Ezek körül hat mérkőzés lett döntetlen, amiket a következő héten megismételtek, egy esetben pedig két visszavágót is játszottak.
| #          | Hazai csapat              | Score | Away team            | Date             |
| ---------- | ------------------------- | ----- | -------------------- | ---------------- |
| 1          | Darlington                | 2–2   | Blackpool            | 1921. január 8.  |
| Visszavágó | Blackpool                 | 2–1   | Darlington           | 1921. január 12. |
| 2          | Liverpool                 | 1–1   | Manchester United    | 1921. január 8.  |
| Visszavágó | Manchester United         | 1–2   | Liverpool            | 1921. január 12. |
| 3          | Preston North End         | 2–0   | Bolton Wanderers     | 1921. január 8.  |
| 4          | South Shields             | 3–0   | Portsmouth           | 1921. január 8.  |
| 5          | Watford                   | 3–0   | Exeter City          | 1921. január 8.  |
| 6          | Reading                   | 0–0   | Chelsea              | 1921. január 8.  |
| Visszavágó | Chelsea                   | 2–2   | Reading              | 1921. január 12. |
| Visszavágó | Chelsea                   | 3–1   | Reading              | 1921. január 17. |
| 7          | Leicester City            | 3–7   | Burnley              | 1921. január 8.  |
| 8          | Notts County              | 3–0   | West Bromwich Albion | 1921. január 8.  |
| 9          | Blackburn Rovers          | 1–1   | Fulham               | 1921. január 8.  |
| Visszavágó | Fulham                    | 1–0   | Blackburn Rovers     | 1921. január 12. |
| 10         | Aston Villa               | 2–0   | Bristol City         | 1921. január 8.  |
| 11         | Sheffield Wednesday       | 1–0   | West Ham United      | 1921. január 8.  |
| 12         | Grimsby Town              | 1–0   | Norwich City         | 1921. január 8.  |
| 13         | Wolverhampton Wanderers   | 3–2   | Stoke City           | 1921. január 8.  |
| 14         | Sunderland                | 0–1   | Cardiff City         | 1921. január 8.  |
| 15         | Derby County              | 2–0   | Middlesbrough        | 1921. január 8.  |
| 16         | Luton Town                | 2–1   | Birmingham           | 1921. január 8.  |
| 17         | Everton                   | 1–0   | Stockport County FC  | 1921. január 8.  |
| 18         | Swindon Town              | 1–0   | Sheffield United     | 1921. január 8.  |
| 19         | Newcastle United          | 1–1   | Nottingham Forest    | 1921. január 8.  |
| Visszavágó | Newcastle United          | 2–0   | Nottingham Forest    | 1921. január 12. |
| 20         | Tottenham Hotspur         | 6–2   | Bristol Rovers       | 1921. január 8.  |
| 21         | Queens Park Rangers       | 2–0   | Arsenal              | 1921. január 8.  |
| 22         | Brentford                 | 1–2   | Huddersfield Town    | 1921. január 8.  |
| 23         | Northampton Town          | 0–0   | Southampton          | 1921. január 8.  |
| Visszavágó | Southampton               | 4–1   | Northampton Town     | 1921. január 12. |
| 24         | Brighton & Hove Albion FC | 4–1   | Oldham Athletic      | 1921. január 8.  |
| 25         | Plymouth Argyle           | 2–0   | Rochdale             | 1921. január 8.  |
| 26         | Bradford City             | 3–1   | Barnsley             | 1921. január 8.  |
| 27         | Millwall                  | 0–3   | Lincoln City         | 1921. január 8.  |
| 28         | Hull City                 | 3–0   | Bath City            | 1921. január 8.  |
| 29         | Crystal Palace            | 2–0   | Manchester City      | 1921. január 8.  |
| 30         | Southend United           | 5–1   | Eccles United        | 1921. január 8.  |
| 31         | Bradford Park Avenue      | 1–0   | Clapton Orient       | 1921. január 8.  |
| 32         | Swansea Town              | 3–0   | Bury                 | 1921. január 8.  |

## Második kör
A második kör tizenhat mérkőzését 1921. január 29-én, szombaton tartották. Öt mérkőzés lett döntetlen, ezeket a következő héten ismételték meg.
| #          | Hazai csapat            | Eredmény | Vendég csapat           | Dátum            |
| ---------- | ----------------------- | -------- | ----------------------- | ---------------- |
| 1          | Burnley                 | 4–2      | Queens Park Rangers     | 1921. január 29. |
| 2          | Preston North End       | 4–1      | Watford                 | 1921. január 29. |
| 3          | South Shields           | 0–4      | Luton Town              | 1921. január 29. |
| 4          | Notts County            | 0–0      | Aston Villa             | 1921. január 29. |
| Visszavágó | Aston Villa             | 1–0      | Notts County            | 1921. február 2. |
| 5          | Grimsby Town            | 1–3      | Southampton             | 1921. január 29. |
| 6          | Derby County            | 1–1      | Wolverhampton Wanderers | 1921. január 29. |
| Visszavágó | Wolverhampton Wanderers | 1–0      | Derby County            | 1921. február 2. |
| 7          | Lincoln City            | 0–0      | Fulham                  | 1921. január 29. |
| Visszavágó | Fulham                  | 1–0      | Lincoln City            | 1921. február 2. |
| 8          | Everton                 | 1–1      | Sheffield Wednesday     | 1921. január 29. |
| Visszavágó | Sheffield Wednesday     | 0–1      | Everton                 | 1921. február 2. |
| 9          | Swindon Town            | 0–2      | Chelsea                 | 1921. január 29. |
| 10         | Newcastle United        | 1–0      | Liverpool               | 1921. január 29. |
| 11         | Tottenham Hotspur       | 4–0      | Bradford City           | 1921. január 29. |
| 12         | Brighton & Hove Albion  | 0–0      | Cardiff City            | 1921. január 29. |
| Visszavágó | Cardiff City            | 1–0      | Brighton & Hove Albion  | 1921. február 2. |
| 13         | Crystal Palace          | 0–2      | Hull City               | 1921. január 29. |
| 14         | Southend United         | 1–0      | Blackpool               | 1921. január 29. |
| 15         | Bradford Park Avenue    | 0–1      | Huddersfield Town       | 1921. január 29. |
| 16         | Swansea Town            | 1–2      | Plymouth Argyle         | 1921. január 29. |

## Harmadik kör
A harmadik kör nyolc mérkőzését 1921. február 19-én tartották. Egy mérkőzés végződött döntetlenre, amit a következő héten újrajátszottak, azonban ez is döntetlen lett, így következett a második visszavágó, szintén egy újabb héten.
| #          | Hazai csapat    | Eredmény | Vendég csapat           | Dátum             |
| ---------- | --------------- | -------- | ----------------------- | ----------------- |
| 1          | Southampton     | 0–1      | Cardiff City            | 1921. február 19. |
| 2          | Aston Villa     | 2–0      | Huddersfield Town       | 1921. február 19. |
| 3          | Luton Town      | 2–3      | Preston North End       | 1921. február 19. |
| 4          | Everton         | 3–0      | Newcastle United        | 1921. február 19. |
| 5          | Fulham          | 0–1      | Wolverhampton Wanderers | 1921. február 19. |
| 6          | Plymouth Argyle | 0–0      | Chelsea                 | 1921. február 19. |
| Visszavágó | Chelsea         | 0–0      | Plymouth Argyle         | 1921. február 23. |
| Visszavágó | Chelsea         | 2–1      | Plymouth Argyle         | 1921. február 28. |
| 7          | Hull City       | 3–0      | Burnley                 | 1921. február 19. |
| 8          | Southend United | 1–4      | Tottenham Hotspur       | 1921. február 19. |

## Negyedik kör
A negyeddöntő négy mérkőzését 1921. március 5-én játszották. Egy visszavágót kellett tartani, a Hull City és a Preston North End csapatai játszottak újra négy nappal később.
| #          | Hazai csapat      | Eredmény | Vendég csapat           | Dátum            |
| ---------- | ----------------- | -------- | ----------------------- | ---------------- |
| 1          | Everton           | 0–1      | Wolverhampton Wanderers | 1921. március 5. |
| 2          | Tottenham Hotspur | 1–0      | Aston Villa             | 1921. március 5. |
| 3          | Hull City         | 0–0      | Preston North End       | 1921. március 5. |
| Visszavágó | Preston North End | 1–0      | Hull City               | 1921. március 9. |
| 4          | Cardiff City      | 1–0      | Chelsea                 | 1921. március 5. |

## Elődöntők
Az elődöntő mérkőzéseit 1921. március 19-én, szombaton játszották. A Wolverhampton Wanderers–Cardiff City mérkőzés döntetlent hozott, így azt négy nappal később újrajátszották. A Wolves nyert, így ők játszhattak a Tottenham Hotspurrel a döntőben.
| 1921. március 19. 15:00 | Wolverhampton Wanderers | 0 – 0 | Cardiff City | Anfield, Liverpool |
| 1921. március 19. 15:00 |                         |       |              | Anfield, Liverpool |

Visszavágó
| 1921. március 23. 15:00 | Wolverhampton Wanderers | 3 – 1 | Cardiff City | Old Trafford, Manchester |
| 1921. március 23. 15:00 |                         |       |              | Old Trafford, Manchester |

| 1921. március 19. 15:00 | Tottenham Hotspur | 2 – 1 | Preston North End | Hillsborough, Sheffield |
| 1921. március 19. 15:00 |                   |       |                   | Hillsborough, Sheffield |

## Döntő
A döntő két résztvevője a Tottenham Hotspur és a Wolverhampton Wanderers volt. A mérkőzést a Stamford Bridge-en rendezték. A Spurs nyerte a döntőt Jimmy Dimmock góljával, amit nyolc perccel a második félidő kezdete után szerzett. A kupát V. György király adta át a győztes csapatnak.

### Részletek
| 1921. március 23. | Tottenham Hotspur | 1 – 0 | Wolverhampton Wanderers | Stamford Bridge, London Nézőszám: 72 805 Játékvezető: J. Davies (Rainhill) |
| 1921. március 23. | Dimmock 53'       |       |                         | Stamford Bridge, London Nézőszám: 72 805 Játékvezető: J. Davies (Rainhill) |

| Tottenham Hotspur | Wolverh'ton Wanderers |

## Lásd még
- Az FA-kupa-döntők eredményei 1872-